# 地方長官 (交響的バラード)
交響的バラード『地方長官』（ロシア語: Симфоническая баллада "Воевода"）作品78は、ピョートル・チャイコフスキーが1891年に作曲した管弦楽曲。

## 概要
チャイコフスキーはその生涯に3つの『地方長官』を手懸けている。破棄した初期の歌劇（1867年 - 1868年）と、劇付随音楽（1886年）は、いずれもアレクサンドル・オストロフスキーの戯曲に基づいている。それに対して本作は、ポーランドの詩人アダム・ミツキェヴィチの詩を文豪アレクサンドル・プーシキンがロシア語に翻訳・翻案した詩に基づく標題音楽であり、事実上の交響詩と看做しうる（ちなみにミツキェヴィチの原作のドイツ語訳は、カール・レーヴェがバラードとして曲付けをしている）。

### 「ヴォイェヴォーダ」の意味
日本の音楽界では「地方長官」とする訳語が定着しているが、本来はスラヴ語圏において、地方の知事を兼務して権勢を振るった軍司令官のことを指す。このため一部に『ヴォイェヴォーダ』もしくは『軍司令官』と訳する場合も見受けられるが、ここでは通例に従うこととする。

### 原詩の大要
地方長官が夜に戦場から戻ってくると、若い妻の昔の恋人が妻に迫っているのを目撃する。長官は下男に男を殺せと命ずるが、下男の銃弾は長官の額に跳ね返って来る。

## 作曲の経緯と顚末
1890年9月に作曲を始め、スケッチ完成後の10月に管弦楽配置に着手するが、諸々の所用に追われる間に1年越しの脱稿・初演となってしまう。当時チャイコフスキーは、最後のオペラ『イオランタ』の仕上げに精力的に取り組んでおり、またアメリカ合衆国への演奏旅行もあった。
モスクワ初演（一説にはサンクトペテルブルク初演）はチャイコフスキー自身の指揮のもと、1891年11月18日にアレクサンドル・ジロティ主催の演奏会にて行われた（最初の演奏は9月でマイダノヴォで行われたと言われる）。完成時は出来栄えに満足していたチャイコフスキーであったが、初演時には作品そのものが我慢ならなくなってしまう。初演を迎える前ですら、よく言って凡作であると決め付けており、総譜を破毀したいと仄めかしていた。初演を終えるとチャイコフスキーは、「こんな屑は書くべきではなかった」と告げ、初演の翌日に良からぬ前言を実行に移した。しかしパート譜はジロティによって回収・保管され、総譜は作曲者の没後にパート譜から復元された。ちなみにジロティはたびたび楽譜出版社ユルゲンソンを介してチャイコフスキーより、パート譜を破棄するように迫られていた。
後にチャイコフスキーは、ユルゲンソンに次のように書き送っている。「『地方長官』のことは残念に思ってはいません。これは当然の報いを受けていますし。少しも悔しくないのです。こいつが自分の評価を落とすだろうと心底から信じていますので。（中略）この手の代物がまた出来上がったら、私は切れ切れに引き裂くか、もしくはすっかり作曲を諦めてしまいましょう。すべてにカタがついてしまったら、何があっても絶対に、アントン・グリゴリエーヴィチのようなお目汚しを続けたくはないものです。」
また作曲者は1892年頃に、本作の中間部の素材を使って『熱い告白』（仏語：Aveu passhioné）というピアノ作品を作っている。

## 楽曲構成
大まかな三部形式を採る。イ短調に始まる。両端部分は、地方長官とその激情を表す部分であり、対照的に甘美な中間部においては、イ短調の最遠隔調の一つ変ホ長調が採られている。全曲の演奏に約12分を要する。

## 楽器編成
フルート3、オーボエ2、コーラングレ1、A管クラリネット2、バスクラリネット1、ファゴット2、F管ホルン4、B♭管トランペット2、トロンボーン3、チューバ1、ティンパニ、サイドドラム、チェレスタ（ピアノによる代用可能）、ハープ、弦楽五部。
- チェレスタが起用された最初期の管弦楽曲の一つで、成立時期はバレエ音楽『くるみ割り人形』よりも早い。
- チャイコフスキーの自己批判にもかかわらず、現在では、最晩年のチャイコフスキーが新境地を開きつつあったことを肯定し、作品の魅力を認める意見も出てきている。
- くすんだ感じの寒色系の音色が目立ち、ジャン・シベリウスの作風を予告していると評される。

## 出版
1897年にミトロファン・ベリャーエフにより総譜が出版され、その際に作品番号は78とされた。併せてニコライ・ソコロフによりピアノ2台版が作成された。

## 録音
以下の指揮者が録音している。
- クラウディオ・アバド
- エリアフ・インバル
- ミハイル・プレトニョフ
- エフゲニー・スヴェトラーノフ
- アンタル・ドラティ
- ネーメ・ヤルヴィ
- ウラディーミル・アシュケナージ
- ウラジーミル・フェドセーエフ
- アンドリュー・リットン
- アレクサンドル・ティトフ
- コンスタンチン・イワーノフ
- レナード・スラットキン
- エイドリアン・リーパー
- タマーシュ・ヴァーシャリ
- ユーリ・クラスナポルスキー
- ヴァチェスラフ・オフチンニコフ
- ヴァシリー・ペトレンコ
- オンドレイ・レナールト

## 参考資料
- Alexander Poznansky, Tchaikovsky: The Quest for the inner man, p. 542
- John Warrack, Tchaikovsky, pp. 252-253
- http://www.tchaikovsky-research.net/en/Works/Orchestral/TH054/index.html